# Инженер-микшер
Инженер-микшер (миксинг-инженер, инженер сведения, инженер по микшированию) отвечает за объединение («микширование», «сведение») различных звуковых элементов звукового произведения в полное исполнение (также известное как «конечный микс» или «микс»), будь то в музыке, фильме или любом другом содержании слухового характера. Готовое произведение, записанное в студийных условиях или на живом исполнении, должно иметь хороший баланс свойств, таких как громкость, положение элементов в виртуальном пространстве (панорамирование), уровень искажений и другие параметры, при этом решая любые возникающие конфликты частот различных источников звука. Эти источники звука могут включать в себя различные музыкальные инструменты, вокал, спецэффекты и любые другие звуки, находящиеся в слышимом человеком диапазоне
Инженер по микшированию является промежуточным звеном между исполнителем (группой исполнителей) и инженером мастеринга.
Опытный инженер-микшер обладает глубокими знаниями о звукозаписи звука и оборудовании, которое используется для сведения. Несмотря на техническое начало сведения музыки, инженер-микшер сохраняет за собой частичную творческую свободу, выраженную в специальных звуковых обработках, изменении тембра и баланса элементов музыкального произведения.

## Инструменты и средства инженеров-микшеров
Инженеры по микшированию полагаются на свой опыт, слух, визуальные методы оценки звукового сигнала (измерители пиковой громкости, спектрографы и т. д.), интуицию в процессе микширования. Аудиальная оценка работы со звуком (инженером-микшером) происходит по средством акустических систем (наушники, колонки) традиционно особого класса (студийная акустика), и, наиболее желательно, особого (качественного) усилительного и цифро-аналогового преобразовательного тракта. При обработке и изменении аудиоматериала инженеры сведения используют звуковые приборы (микшеры, эквалайзеры, компрессоры, сатураторы, фейдеры громкости, реле панорамирования и т. д.), которые могут представлять собой как и физические (электрические, оптические, механические, цифровые) приборы, так и виртуальные приборы.